# Probostwo (województwo kujawsko-pomorskie)
Probostwo – osada w Polsce położona w województwie kujawsko-pomorskim, w powiecie żnińskim, w gminie Żnin.
W zestawieniu miejscowości PRNG miejscowość opisano jako niestandaryzowaną osadę wsi Wenecja.
W latach 1975–1998 miejscowość administracyjnie należała do województwa bydgoskiego.